# Питоева, Людмила
Людмила Питоева (урождённая Людмила Сманова; фр. Ludmilla Pitoëff; 25 декабря 1896, Тифлис —
15 сентября 1951, Рюэй-Мальмезон, Франция) — французская актриса

 русского происхождения.

## Жизнь и творчество
Людмила Сманова получила образование в России, а затем во Франции. Во Франции же она встречает актёра и режиссёра из России Георгия Питоева, за которого в 1915 году выходит замуж. После этого работает в актёрской труппе мужа, став звездой в театре Питоева. Небольшого роста, с огромными чёрными глазами, хрупким телосложением и нервным, подвижным лицом, Л. Питоева поражала зрителя естественностью слияния с образом, тонкостью психологической игры. Среди ролей в её ранних спектаклей следует отметить Соню в чеховском «Дяде Ване», Офелию в «Гамлете».
В 1925 году она исполняет роль, принёсшую ей настоящую славу — она выступает в роли Жанны д’Арк в пьесе Дж. Б. Шоу «Святая Иоанна». Среди других, поздних ролей нужно назвать Ирину из чеховских «Трёх сестёр», и Нину Заречную в «Чайке», поставленной Ж. Питоевым в 1939 году.
Будучи в Канаде, была постановщиком одних из первых спектаклей в карьере Жана Гаскона и Жана-Луи Ру, ставших впоследствии корифеями квебекской сцены.
Снималась в фильмах Димитрия Кирсанова, Роберта Сьодмака, Саша Гитри.